# 北海道道260号幕別停車場線
北海道道260号幕別停車場線（ほっかいどうどう260ごう まくべつていしゃじょうせん）は、北海道中川郡幕別町内を結ぶ一般道道である。

## 概要

### 路線データ
- 起点：北海道中川郡幕別町本町（JR北海道 根室本線 幕別駅）
- 終点：北海道中川郡幕別町本町（北海道道15号幕別大樹線交点）
- 総延長：0.1km

## 歴史
- 1957年（昭和32年）3月30日 - 180号止若停車場線として路線認定[1]。
- 1964年（昭和39年）8月11日 - 路線名を幕別停車場線に変更[2]。
- 1994年（平成6年）10月1日 - 路線番号を260号に変更[3]。

## 路線状況

### 重複区間
- 幕別町本町（全線、北海道道503号明倫幕別停車場線）

## 地理

### 通過する自治体
- 十勝総合振興局
  - 中川郡幕別町

### 主な接続道路
幕別町
- 北海道道15号幕別大樹線 - 本町（終点）
- 北海道道503号明倫幕別停車場線 - 本町（重複・終点）